# McLaren M19
A McLaren M19 egy Formula–1-es versenyautó, amit a McLaren tervezett és versenyeztetett, először az 1971-es Formula–1 világbajnokság során, majd 1972-ben és 1973 első versenyein is. Az autókat 1971-ben Denny Hulme, Peter Gethin és Jackie Oliver vezették, 1972-ben Hulme mellett Peter Revson, Jody Scheckter és Brian Redman, 1973-ban pedig Redman kivételével az 1972-es pilóták. 1971-ben pár versenyen a Penske-White Racing is versenyeztette, pilótái Mark Donohue és David Hobbs voltak.

## Áttekintés
Miközben Gordon Coppuck feladata az volt, hogy tervezze meg a McLaren M16 nevű, az Indianapolis 500-on versenyeztetni tervezett autót, az új Formula–1-es kasztni megtervezése Ralph Bellamyra maradt. Az eredmény egy jellegzetes, "aligátor" becenévre hallgató jármű lett, amely külsejét hosszúkás kivitele mellett a pilótafülke két oldala mentén elhelyezett egy-egy, 67 literes üzemanyagtank után kapta (összesen három üzemanyagtankkal rendelkezett). A felfüggesztésekbe coilover lengéscsillapítók kerültek, amely egy himbához kapcsolva állította annak a keménységét. Ezt a felfüggesztést az M19C altípusban egy hagyományosabbra cserélték. A meghajtásért a jól bevált Ford-Cosworth DFV motorok feleltek.

## Versenyben
Először az 1971-es dél-afrikai nagydíjon debütált, ekkor még csak Denny Hulme vezette. Peter Gethin részére a második kasztni csak a holland nagydíjra készült el, de ő csak négy futamon ülhetett az autóba, ezután átigazolt a BRM csapathoz. Ausztriától Jackie Oliver vette át a helyét. Hulme Kanadában megfutotta a verseny leggyorsabb körét, de megbízhatósági gondok miatt kiemelkedő eredményeket nem tudtak szállítani, a McLaren pedig konstruktőri hatodik lett.
1972-ben a csapat főszponzota a Yardley lett, és ez megváltoztatta a festést is. Az autók tiszta fehérek lettek, egyedül az oldaldobozokon maradt meg a McLaren hagyományos papajaszíne. AZ idénynyitó argentin futamon Hulme rögtön második lett, majd Dél-Afrikában győzni is tudott. Ezen a versenyen csapattársa, Peter Revson is dobogóra állhatott. Monacóban debütált a módosított, M19C altípus, egyelőre csak Hulme kezei közt, majd Ausztriától már mindkét pilótával. Revson Kanadában pole pozíciót szerzett, amely a McLaren csapat első pole-ja volt. A javuló megbízhatóság az eredményeken is meglátszott, a csapat konstruktőri harmadik lett. Az Egyesült Államokban a McLaren három autót indított, a harmadikat a leendő világbajnok Jody Scheckter vezethette.
Az 1973-as év első három versenyén is ezt használták. Hulme már Dél-Afrikában az új, M23-as modellt vezethette, Revson és Scheckter azonban még ezt, és Revson egy második helyet szerzett vele.

## Eredmények
| Év   | Csapat                     | Motor             | Gumik | Pilóták        | 1   | 2   | 3   | 4   | 5   | 6   | 7   | 8   | 9   | 10  | 11  | 12  | 13  | 14  | 15  | Pontok | Helyezés |
| ---- | -------------------------- | ----------------- | ----- | -------------- | --- | --- | --- | --- | --- | --- | --- | --- | --- | --- | --- | --- | --- | --- | --- | ------ | -------- |
| 1971 | Bruce McLaren Motor Racing | Ford-Cosworth DFV | G     |                | RSA | ESP | MON | NED | FRA | GBR | GER | AUT | ITA | CAN | USA |     |     |     |     | 10     | 6.       |
| 1971 | Bruce McLaren Motor Racing | Ford-Cosworth DFV | G     | Denny Hulme    | 6   | 5   | 4   | 12  | KI  | KI  | KI  | KI  |     | 4   | KI  |     |     |     |     | 10     | 6.       |
| 1971 | Bruce McLaren Motor Racing | Ford-Cosworth DFV | G     | Peter Gethin   |     |     |     | NR  | 9   | KI  | KI  |     |     |     |     |     |     |     |     | 10     | 6.       |
| 1971 | Bruce McLaren Motor Racing | Ford-Cosworth DFV | G     | Jackie Oliver  |     |     |     |     |     |     |     | 9   |     |     |     |     |     |     |     | 10     | 6.       |
| 1971 | Penske-White Racing        | Ford-Cosworth DFV | G     | Mark Donohue   |     |     |     |     |     |     |     |     |     | 3   | NI  |     |     |     |     | 10     | 6.       |
| 1971 | Penske-White Racing        | Ford-Cosworth DFV | G     | David Hobbs    |     |     |     |     |     |     |     |     |     |     | 10  |     |     |     |     | 10     | 6.       |
| 1972 | Yardley Team McLaren       | Ford-Cosworth DFV | G     |                | ARG | RSA | ESP | MON | BEL | FRA | GBR | GER | AUT | ITA | CAN | USA |     |     |     | 47     | 3.       |
| 1972 | Yardley Team McLaren       | Ford-Cosworth DFV | G     | Denny Hulme    | 2   | 1   | KI  | 15  | 3   | 7   | 5   | KI  | 2   | 3   | 3   | 3   |     |     |     | 47     | 3.       |
| 1972 | Yardley Team McLaren       | Ford-Cosworth DFV | G     | Peter Revson   | KI  | 3   | 5   |     | 7   |     | 3   |     | 3   | 4   | 2   | 18  |     |     |     | 47     | 3.       |
| 1972 | Yardley Team McLaren       | Ford-Cosworth DFV | G     | Brian Redman   |     |     |     | 5   |     | 9   |     | 5   |     |     |     |     |     |     |     | 47     | 3.       |
| 1972 | Yardley Team McLaren       | Ford-Cosworth DFV | G     | Jody Scheckter |     |     |     |     |     |     |     |     |     |     |     | 9   |     |     |     | 47     | 3.       |
| 1973 | Yardley Team McLaren       | Ford-Cosworth DFV | G     |                | ARG | BRA | RSA | ESP | BEL | MON | SWE | FRA | GBR | NED | GER | AUT | ITA | CAN | USA | 58*    | 3.       |
| 1973 | Yardley Team McLaren       | Ford-Cosworth DFV | G     | Denny Hulme    | 5   | 3   |     |     |     |     |     |     |     |     |     |     |     |     |     | 58*    | 3.       |
| 1973 | Yardley Team McLaren       | Ford-Cosworth DFV | G     | Peter Revson   | 8   | KI  | 2   |     |     |     |     |     |     |     |     |     |     |     |     | 58*    | 3.       |
| 1973 | Yardley Team McLaren       | Ford-Cosworth DFV | G     | Jody Scheckter |     |     | 9   |     |     |     |     |     |     |     |     |     |     |     |     | 58*    | 3.       |

* 36 pontot a McLaren M23-assal szereztek